# Józef Świder (partyzant)
Józef Świder ps. „Mściciel” (ur. 15 stycznia 1927, zm. 13 lutego 1948) – żołnierz partyzantki antykomunistycznej, w latach 1947–1948 dowódca oddziału „Wiarusy”.

## Życiorys
Józef Świder urodził się 15 stycznia 1927 w Rdzawce w rodzinie chłopskiej.
Początkowo walczył w zgrupowaniu Józefa Kurasia „Ognia”, gdzie przybrał pseudonim „Pucuła” (z racji wyglądu).
Po śmierci „Ognia” 22 lutego 1947 roku i decyzji Jana Kolasy „Powichra” o ujawnieniu się, część „Ogniowców” na ramach tzw. amnestii wyszła z podziemia. Pozostali zadecydowali walczyć do końca. Na ich czele stanął Józef Świder, który utworzył z dawnych żołnierzy „Ognia” oddział partyzancki „Wiarusy”. Świder przyjął nowy pseudonim „Mściciel”, by pomścić śmierć „Ognia” i zamordowanych przez bezpiekę towarzyszy broni. Pomimo młodego wieku wykazywał wyjątkowe zdolności dowódcze i organizacyjne. Zgrupowanie Józefa Świdra stacjonowało w masywie Gorców. Akcje zbrojne przeciw komunistycznemu aparatowi represji prowadziło na terenie południowej części woj. krakowskiego.
„Mściciel” zginął w walce z funkcjonariuszami Korpusem Bezpieczeństwa Wewnętrznego i Urzędu Bezpieczeństwa w Lubniu 13 lutego 1948 roku. Po śmierci ubecy zabrali ciało „Mściciela”, odmawiając wydania go rodzinie. Do dzisiaj, pomimo wieloletnich poszukiwań prowadzonych przez rodzinę i pion śledczy krakowskiego IPN, nie udało się odnaleźć miejsca jego pochówku.
Założony przez „Mściciela” oddział Wiarusy walczył z bezpieką do 25 lipca 1949, kiedy został rozbity przez UB i KBW na polanie Surówki koło Rabki.